# Colletotrichum graminicola
Colletotrichum graminicola (Ces.) G.W. Wilson – gatunek grzybów z rodziny Glomerellaceae. Mikroskopijny pasożytniczy, wśród roślin uprawnych w Polsce wywołujący choroby antraknoza traw i antraknoza zbóż.

## Systematyka i nazewnictwo
Pozycja w klasyfikacji według Index Fungorum: Colletotrichum, Glomerellaceae, Glomerellales, Hypocreomycetidae, Sordariomycetes, Pezizomycotina, Ascomycota, Fungi.
Po raz pierwszy takson ten zdiagnozowali w 1852 r. Vincenzo de Cesati nadając mu nazwę Dicladium graminicola. Obecną, uznaną przez Index Fungorum nazwę, nadał mu Guy West Wilson w 1914 r.
Ma 6 synonimów. Niektóre z nich:
- Colletotrichopsis graminicola (Ces.) Munt.-Cvetk. 1952
- Colletotrichum graminicola var. zonatum Rajasab & Ramal. 1981
- Glomerella graminicola D.J. Politis 1975[3].

## Morfologia i tryb życia
Colletotrichum graminicola tworzy puszystą grzybnię powietrzną i wytwarza dwa różniące się kształtem typy konidiów: sierpowate 24–30 × 4–5 µm i owalne 6–10 × 3–5 µm, obydwa typy są hialinowe. W ciągu 5 do 7 dni wytwarza sklerocja. Jest homotaliczny i zdolny do wytwarzania potomnych komórek heterotalicznych. Jego anamorfa zimuje w glebie na rozkładających się resztkach roślin w postaci grzybni, sklerocjów i acerwulusów. Może przetrwać na resztkach pożniwnych przez 20 miesięcy. Jego konidia roznoszone są podczas deszczu przez wiatr. Kluczowe cechy morfologiczne które identyfikują go, to owocnik z ciemnopigmentowanymi, nierozgałęzionymi peryfizami w szyjce, grubościenne sterylne strzępki zwykle skierowane do góry, wytwarzające wydłużone śluzowate konidia i obecność apressoriów potrzebnych do przyczepienia się do powierzchni żywiciela przed wypuszczeniem strzępki rostkowej. Apressorium brązowe, o nieregularnych krawędziach, o wymiarach 17,5–30 × 12,5–14 um.
Teleomorfa w przyrodzie występuje rzadko. Anamorfa opisywana była jako odrębny gatunek Glomerella graminicola (obecnie jest to synonim Colletrotrichum graminicola).
Wydaje się, że infekcja żywiciela następuje tylko w wąskim zakresie temperatur od 25 do 30 °C. Grzyb wykorzystuje strategię wewnątrzkomórkowego zakażenia hemibiotroficznego obejmującą:
- fazę biotroficzną, w której porażone rośliny nie wykazują objawów porażenia. Grzyb w tym czasie tworzy pęcherzyki lub struktury przypominające ssawki
- fazę nekrotroficzną, w której strzępki wtórne degradują tkankę roślinną. W tym czasie grzyb jako saprotrof odżywia się martwą już tkanką roślinną[4].

Głównym żywicielem jest kukurydza (Zea mays), ale występuje też na innych roślinach, m.in. na kupkówce pospolitej (Dactylis glomerata).